# Liste des établissements scolaires de Lille
Lille dispose de la 3e population étudiante de France.

## Écoles maternelles publiques
- École Aicard
- École André
- École Antoine Brasseur
- École Auguste Comte
- École Bara
- École Béranger
- École Bichat
- École Camille Desmoulins
- École Chateaubriand
- École Daudet
- École Du Bellay
- École Florian
- École Gounod
- École Gutenberg
- École Jean Bart
- École Jeanne Godart
- École Léon Frapié
- École Louis Blanc
- École Maurice Bouchor
- École Ovide Decroly
- École Paul Broca
- École Mozart
- École Jeanne Hachette
- École Victor Hugo
- École Jean Jaurès
- École Jenner
- École Léon Jouhaux
- École Kergomard
- École la Briqueterie
- École la Bruyère
- École La Fontaine
- École Suzanne Lacore
- École Rachel Lempereur
- École les Dondaines
- École les Moulins
- École les Petits Pouchins
- École Madame de Ségur
- École Montessori
- École Nadaud
- École Philippe de Comines
- École Rousseau
- École Simon
- École Wagner
- École Wicar
- École Jules Simon

## Écoles maternelles privées
- École privée Notre-Dame de la Paix
- École privée Thérèse-d'Avila
- École privée Sainte-Claire (fermée depuis juillet 2013)
- École privée Saint-Denis
- École privée Sainte Elisabeth
- École privée Saint-Paul
- École privée Saint-Pierre
- École privée du Sacré-Cœur

## Écoles primaires publiques
- École Desbordes-Valmore
- École Samain-Trulin
- École Chénier-Séverine
- École Ferry
- École Cabanis
- École Lakanal-Campan
- École Briand-Buisson
- École Berthelot-Verne
- École Cornette (Niv. 2 : CE2, CM1, CM2)
- École Descartes-Montesquieu
- École Boufflers-Monge (Niv. 1, 2 (depuis 2014) : CP, CE1, CE2, CM1, CM2)
- École Lalo-Clément (Niv. 1 (depuis 2014), 2 : CP, CE1, CE2, CE2, CM1, CM2)
- École Germain (Niv. 2 : CE2, CM1, CM2)
- École Michelet
- École Pasteur
- École Turgot
- École Briand (Niv. 1 : CP, CE1)
- École Buisson (Niv. 2 : CE2, CM1, CM2)
- École Moulin-Pergaud
- École Bracke-Desrousseaux
- École Painlevé
- École Wagner
- École Duruy
- École Arago
- École de Saint-Exupéry
- École Launay
- École Dupleix
- École Madame Roland
- École Brunschvicg-Rousseau
- École Anatole France
- École Littré
- École Jouhaux
- École Madame de Maintenon
- École Lamartine
- École Branly (Niv. 1 : CP, CE1)
- École Diderot
- École Quinet-Rollin
- École Lavoisier
- École Ampère (Niv. 2 : CE2, CM1, CM2)
- École Boucher de Perthes (Niv. 1 : CP, CE1)
- École Provinces  (Niv.1,2: CP, CE1, CE2, CM1, CM2

## Écoles primaires privées
- École privée Catholique Thérèse-d'Avila
- École privée Notre-Dame de la Paix
- École privée Sainte-Claire (fermée depuis juillet 2013)
- École privée Saint-Denis
- École privée Sainte Elisabeth
- École privée Saint-Paul
- École privée Saint-Pierre
- École privée du Sacré-Cœur
- École privée Sainte-Marie (fermée depuis juillet 2018)
- École privée St-Sauveur et St-Eubert
- École privée Don

## Collèges publics
La ville dispose actuellement de 9 collèges publics. 
- Collège Franklin (Quartier Centre)
- Collège Boris Vian (Quartier Fives)
- Collège Louise Michel (Quartier Lille-Sud)
- Collège Verlaine (Quartier Lille-Sud)
- Collège Martha Desrumaux ex : Henri Matisse (Quartier Saint-Maurice Pellevoisin)
- Collège Claude Lévi-Strauss (Quartier Vauban-Esquermes)
- Collège Carnot (Quartier Vieux-Lille)
- Collège Nina Simone (Quartier Wazemmes)
- Collège Miriam Makeba (Quartier Moulins)

## Collèges privés
La ville dispose actuellement de 6 collèges privés sous contrat.
- Collège privé catholique Thérèse-d'Avila
- Collège privé Notre-Dame de la Paix
- Collège privé Sainte-Claire
- Collège privé Saint-Paul
- Collège privé Saint-Pierre (Ensemble scolaire La Salle - Lille)
- Collège privé-Saint-Joseph
- Collège privé Sainte-Marie (fermé en juin 2018)
- Collège privé Saint-Michel (fermé en 2011)

## Lycées publics
La ville dispose actuellement de 6 lycées publics d'enseignement général et technologique.
- Lycée Fénelon  (Quartier Centre)
- Lycée Louis Pasteur (Quartier Centre)
- Lycée César-Baggio (Quartier Moulins)
- Lycée Faidherbe (Quartier Moulins)
- Lycée Gaston Berger (Quartier Moulins)
- Lycée international Montebello (Quartier Wazemmes)

Elle dispose également de 3 lycées publics d'enseignement professionnel.
- Lycée César-Baggio (Quartier Moulins)
- Lycée professionnel Michel-Servet (Quartier Port de Lille) a déménagé pour le 1 Septembre 2016 sur la friche de l'ancienne usine Fives Cail (Quartier Fives) et s'appelle désormais Lille Hôtelier International de Lille (LHIL) [2].
- Lycée professionnel Ferrer-Monnet (Quartier Fives pour le site Fransisco Ferrer - Fermeture du site Jean Monnet de Bois Blancs à la rentrée 2015[3])
- Lycée professionnel Edouard-Lalo (fermé en 2011[4])

## Lycées privés
- Lycée privé catholique Frédéric-Ozanam
- Lycée privé catholique Thérèse-d'Avila
- Lycée privé Notre-Dame de la Paix
- Lycée privé Sainte-Claire
- Lycée privé Saint-Paul
- Lycée privé Saint-Pierre
- Lycée privé musulman Averroès
- Lycée Notre-Dame d'Annay
- Lycée Saint-Jean-Baptiste de La Salle

## Formations post bac
- Iéseg School of Management

## Université publique
- Université de Lille

## Écoles d'ingénieurs

### Généralistes
- École centrale de Lille
- École nationale supérieure d'arts et métiers
- Fédération universitaire et polytechnique de Lille - Hautes études d'ingénieur -Institut catholique d'arts et métiers
- Polytech'Lille (Université de Lille)

### Spécialisées
- École nationale supérieure de chimie de Lille
- École supérieure des techniques industrielles et des textiles
- Institut catholique d'arts et métiers
- Institut supérieur d'agriculture de Lille (ISA Lille)
- Institut supérieur de l'électronique et du numérique (ISEN)
- École nationale supérieure Mines-Télécom Lille Douai

## Écoles de commerce
- École supérieure des affaires de Lille (ESA Lille)
- École des hautes études commerciales du Nord (EDHEC)
- Institut d'économie scientifique et de gestion — School of Management (IESEG)
- Institut supérieur européen de formation par l'action (ISEFAC)
- Institut supérieur européen de gestion (ISEG)
- Institut Supérieur de Gestion (ISG)
- SKEMA Business School (ESC Lille & CERAM Nice)

## Écoles de communication
- Cesacom (Cesacom Lille)

- ISTC - Institut des Stratégies et Techniques de Communication - Reconnu par l’Etat.
- ISCOM Lille

## Autres
- Institut supérieur d'optique
- École nationale supérieure d'architecture et de paysage de Lille
- École supérieure de journalisme de Lille
- Institut des métiers du notariat
- Fédération universitaire et polytechnique de Lille (université catholique de Lille), regroupée autour de son site historique du 60, boulevard Vauban, compte plusieurs facultés libres : Droit, Lettres et Sciences Humaines, Théologie, Sciences et Technologies, Gestion. Sous son égide sont également placées plusieurs écoles de commerce et d'ingénieurs (EDHEC, HEI, IESEG, etc.).
- Institut d'études politiques de Lille
- Institut des stratégies et techniques de communication
- E-artsup Institut
- École pour l'informatique et les nouvelles technologies (Epitech)
- Ecole européenne Lille Métropole

## Ancien établissement fermé
- Collège Jean-Macé (quartier Lille-Centre)